# Calendario delle elezioni nel Regno d'Italia
Elenco delle elezioni politiche svoltesi nel Regno d'Italia, per il rinnovo della Camera dei deputati. Il Senato del Regno, com'è noto, non era elettivo, ma i suoi membri erano nominati a vita dal Re.
Le elezioni del marzo 1929 e marzo 1934 si svolsero, sotto il regime fascista, in forma plebiscitaria. Gli elettori potevano votare SÌ o NO per approvare la lista dei deputati designati dal Gran consiglio del fascismo.
La Camera dei deputati venne soppressa il 19 gennaio 1939 e sostituita dalla Camera dei fasci e delle corporazioni, composta da "consiglieri nazionali" non elettivi, ma nominati per decreto in virtù delle cariche ricoperte in organismi politici o corporativi. Inaugurata il 23 marzo 1939, la Camera dei fasci e delle corporazioni fu poi soppressa, dopo la caduta del fascismo, il 2 agosto 1943.

## Elezioni della Camera dei deputati
| legislatura        | data elezioni                | articolo                             |
| ------------------ | ---------------------------- | ------------------------------------ |
| VIII Legislatura   | 27 gennaio e 3 febbraio 1861 | Elezioni politiche italiane del 1861 |
| IX Legislatura     | 22 e 29 ottobre 1865         | Elezioni politiche italiane del 1865 |
| X Legislatura      | 10 e 17 marzo 1867           | Elezioni politiche italiane del 1867 |
| XI Legislatura     | 20 e 27 novembre 1870        | Elezioni politiche italiane del 1870 |
| XII Legislatura    | 8 e 15 novembre 1874         | Elezioni politiche italiane del 1874 |
| XIII Legislatura   | 5 e 12 novembre 1876         | Elezioni politiche italiane del 1876 |
| XIV Legislatura    | 16 e 23 maggio 1880          | Elezioni politiche italiane del 1880 |
| XV Legislatura     | 29 ottobre e 5 novembre 1882 | Elezioni politiche italiane del 1882 |
| XVI Legislatura    | 23 e 30 maggio 1886          | Elezioni politiche italiane del 1886 |
| XVII Legislatura   | 23 e 30 novembre 1890        | Elezioni politiche italiane del 1890 |
| XVIII Legislatura  | 6 e 13 novembre 1892         | Elezioni politiche italiane del 1892 |
| XIX Legislatura    | 26 maggio e 2 giugno 1895    | Elezioni politiche italiane del 1895 |
| XX Legislatura     | 21 e 28 marzo 1897           | Elezioni politiche italiane del 1897 |
| XXI Legislatura    | 3 e 10 giugno 1900           | Elezioni politiche italiane del 1900 |
| XXII Legislatura   | 6 e 13 novembre 1904         | Elezioni politiche italiane del 1904 |
| XXIII Legislatura  | 7 e 14 marzo 1909            | Elezioni politiche italiane del 1909 |
| XXIV Legislatura   | 26 ottobre e 2 novembre 1913 | Elezioni politiche italiane del 1913 |
| XXV Legislatura    | 16 novembre 1919             | Elezioni politiche italiane del 1919 |
| XXVI Legislatura   | 15 maggio 1921               | Elezioni politiche italiane del 1921 |
| XXVII Legislatura  | 6 aprile 1924                | Elezioni politiche italiane del 1924 |
| XXVIII Legislatura | 24 marzo 1929                | Elezioni politiche italiane del 1929 |
| XXIX Legislatura   | 25 marzo 1934                | Elezioni politiche italiane del 1934 |
| XXX Legislatura    | --                           | --                                   |